# Samuel Wickell
Samuel Wickell, född 12 maj 1762, död 4 april 1819 i Adelövs församling, Jönköpings län, var en svensk präst.

## Biografi
Samuel Wickell föddes 1762 och blev 1781 student vid Uppsala universitet. Han prästvigdes 1787 och blev 1791 regementspastor vid Göta Garde. År 1805 blev han kyrkoherde i Adelövs församling och vice kontraktsprost i Norra Vedbo kontrakt 1811. Wickell avled 1819 i Adelövs församling.

### Familj
Wickell gifte sig 1805 med Sara Maria Rogberg. Hon var dotter till kyrkoherden i Alseda församling. De fick tillsammans två barn.